# Sigurnosno-informativna služba

Hoheitszeichen des Kroatischen Verteidigungsrates (HVO)

Der Sigurnosno-informativna služba (Sicherheits-Informationsdienst), kurz SIS, war der 1992 gegründete Militärnachrichtendienst des Kroatischen Verteidigungsrates (HVO) bzw. der Kroatischen Republik Herceg-Bosna (HR HB) während des Bosnienkrieges.

## Geschichte
Die Präsidentschaft der Kroatischen Gemeinschaft Herceg-Bosna (HZ HB) richtete eine Reihe vorläufiger Autoritätsorgane ein, nachdem der Kroatische Verteidigungsrat gebildet worden war. Am 15. Mai 1992 ernannte die Präsidentschaft den Leiter der Abteilung für Verteidigung und den Leiter für Innere Angelegenheiten. Diese sollten Bestimmungen für die Regulierung ihrer Abteilungen ausarbeiten, den später Ministerien.
Am 3. Juli 1992 wurde das Dekret über die Streitkräfte der HZ HB verabschiedet. Am 24. Juli 1992 ernannte der Präsident der HZ HB den „Assistenten des Leiters des Verteidigungsministeriums zum zuständigen Beamten des HZ HB-Sicherheits- und Informationsdienstes“. Dieser sollte einen Sicherheits- und Informationsdienst innerhalb des HVO-Verteidigungsministeriums aufbauen. Die Regierung der HZ HB ernannte am 14. Oktober 1992 den Assistenten zum Leiter des Verteidigungsministeriums als den für Sicherheit zuständigen HZ HB-Beamten. Zuvor war ein Vorschlagsentwurf für die Struktur des SIS vorgelegt worden, der im gleichen Monat tätig wurde.

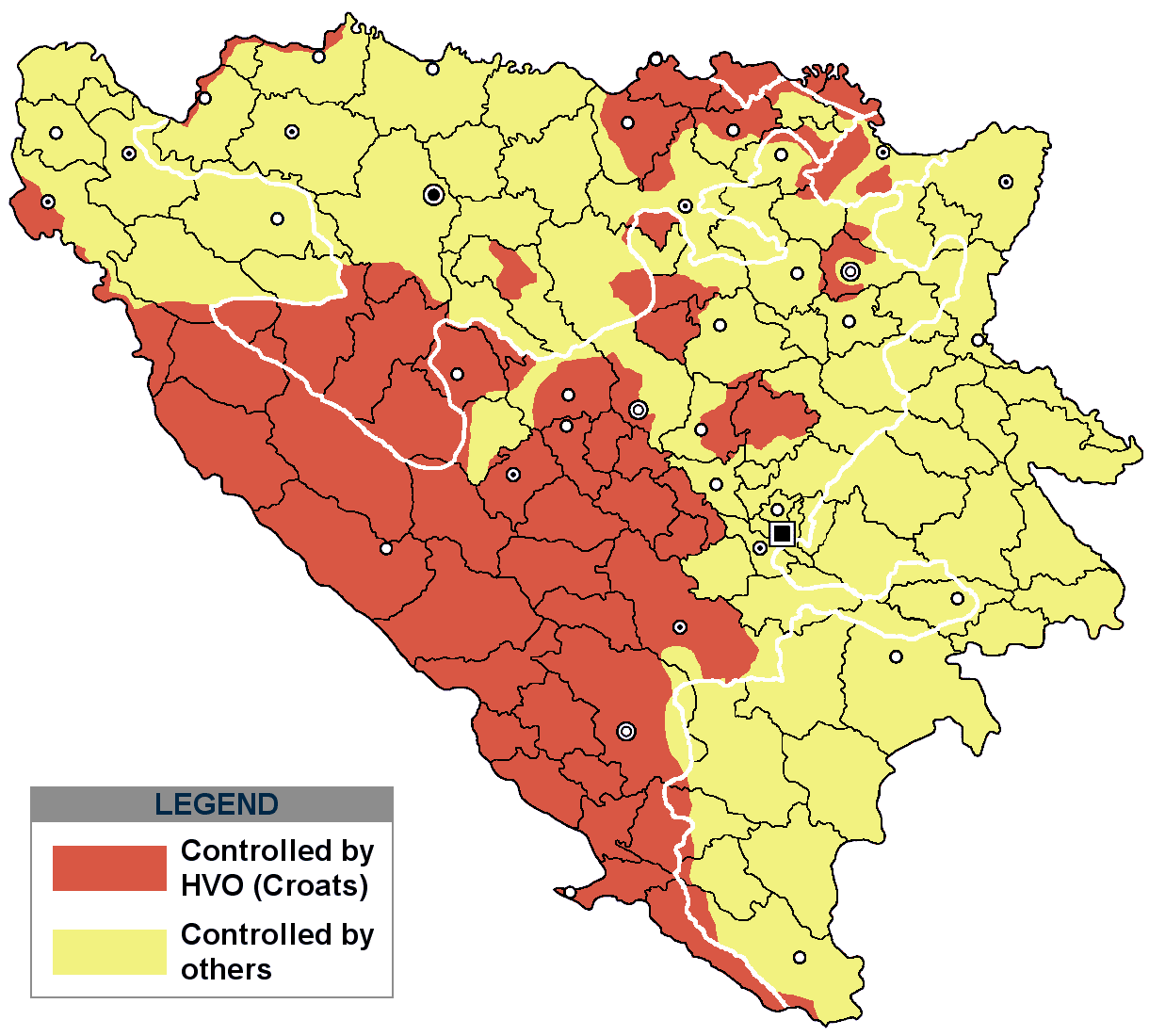
Die im Verlauf des Bosnienkriegs vom HVO kontrollierten Gebiete (rot) unterlagen kriegsbedingt ständigen Veränderungen.

Gemäß der im Oktober 1992 eingeführten Struktur war der SIS ein Teil des Verteidigungsministeriums und unterteilte sich innerhalb der Zentrale in eine operative und eine analytische Abteilung. Der SIS hatte seine Zentren in den verschiedenen militärischen Einsatzgebieten, die später zu den HVO-Militärbezirken wurden: Südost-Herzegowina mit Sitz in Mostar, Südwest-Herzegowina mit Sitz in Tomislavgrad, Zentralbosnien mit Sitz in Travnik und Bosnische Posavina mit Sitz in Derventa. Die Agenten in den Einsatzgebieten und Militäreinheiten wurden von ihrem Kommandanten ernannt. Der Dienst hatte kein Personal in der HVO-Zentrale.
Im Jahr 1993 eskalierte der kroatisch-bosniakische Krieg und die Kroatische Gemeinschaft Herceg-Bosna wurde zur Kroatischen Republik Hergeg-Bosna (HR HB) ausgerufen. Die Sicherheitsdienste der HR HB wurden in die Ministerien für Verteidigung und Innere Angelegenheiten integriert. Das Verteidigungsministerium hatte einen Sicherheitssektor unter der Leitung des Assistenten des für Sicherheit zuständigen Verteidigungsministers. Der Sektor bestand lediglich formal aus der Abteilung des SIS und der Abteilung für Militärpolizei (die diesem jedoch tatsächlich nicht unterstellt war).
Im Dezember 1993 wurde eine neue Struktur für die Tätigkeit des Sicherheits- und Informationsdiensts entwickelt und verabschiedet. Die SIS-Verwaltung wurde nun vom Verwaltungsleiter und seinem Assistenten geleitet, der auch die operative Abteilung leitete. Neben der operativen Abteilung gab es die analytischen, administrativen und technischen Abteilungen. Neben dem Hauptsitz hatte der SIS seine Zentren in Mostar mit einer Niederlassung in Čapljina, Tomislavgrad mit einer Niederlassung in Rama, Orašje und Vitez. Auch in Kiseljak wurde ein SIS-Zentrum eröffnet. Mit der neuen Struktur wurden die Sicherheitsabteilungen in den Militärbezirken von Assistenten im Rang eines Kommandanten einer Brigade oder eines autonomen Bataillon geleitet. Das Oberkommando hatte ein Sicherheitsdienstoffizier. Diese Struktur gab dem Sicherheitssektor eine herausragende Rolle in den Streitkräften der Kroatischen Republik Herceg-Bosna. Diese Struktur begann im Frühjahr 1994 im Zusammenhang mit neuen politischen Entwicklungen in Bosnien und Herzegowina nach dem Ende des Krieges zwischen Kroaten und Bosniaken und der Unterzeichnung des Washingtoner Abkommens am 18. März 1994 tätig zu werden.

## Quelle
- Ivo Lučić: Security and Intelligence Services in Bosnia and Herzegovina. In: National security and the future. Band 1, Nr. 2, 2000, ISSN 1332-4454, The Formal Dissolution of the Service, S. 75–104, hier 88 ff. (srce.hr).